# Oxycirrhites typus
Oxycirrhites · Bécasse à carreaux, Épervier à long nez, Poisson-faucon à long nez
Genre
Espèce
Oxycirrhites typus, communément appelé Bécasse à carreaux, Épervier à nez long ou Poisson-faucon à long nez, est une espèce de poissons marins de la famille des Cirrhitidae. C'est la seule espèce du genre Oxycirrhites (monotypique).

## Noms vernaculaires
Cette espèce porte de nombreux noms vernaculaires français tels que :
- Bécasse à carreaux - France
- Épervier à nez long -	France
- Épervier cyrano - Maldives
- Poisson bécasse à carreaux - île Maurice
- Poisson-bécasse écossais - Maldives

En anglais le nom commun le plus employé est Longnose hawkfish.

## Description

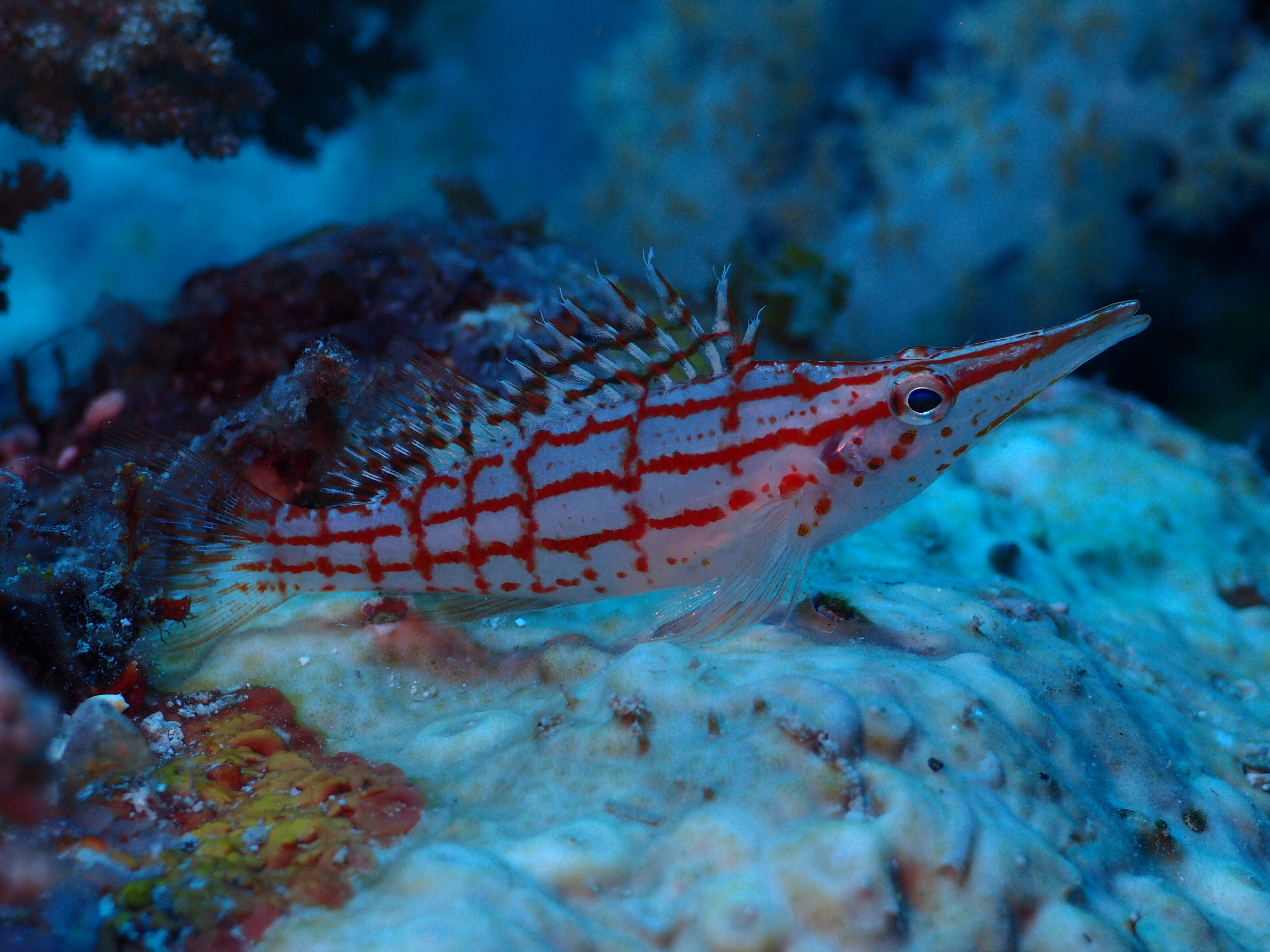
Bécasse à carreaux, Zanzibar

C'est un petit poisson (taille maximale 13 cm) allongé et au corps élancé, avec un long museau denté terminé par une bouche en pincette. Sa livrée est de couleur crème clair, avec un quadrillage rouge-orangé vif. On le trouve souvent posé sur des gorgones, à l’affût.

## Habitat et répartition
On trouve ce poisson dans les récifs coralliens de l'Indo-Pacifique, à proximité des gorgones et des coraux noirs, entre 5 et 100 m de profondeur.

## Alimentation
Le poisson-faucon à long nez mange des invertébrés, des petits crustacés et de petits poissons.

## Reproduction
Le mâle a un harem de deux à sept femelles. Quand le mâle meurt, une des femelles changent de sexe, devenant mâle, et prend la place du défunt.

## Galerie

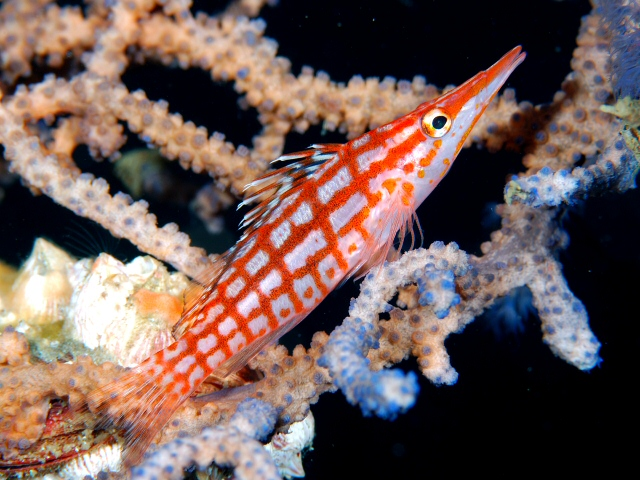
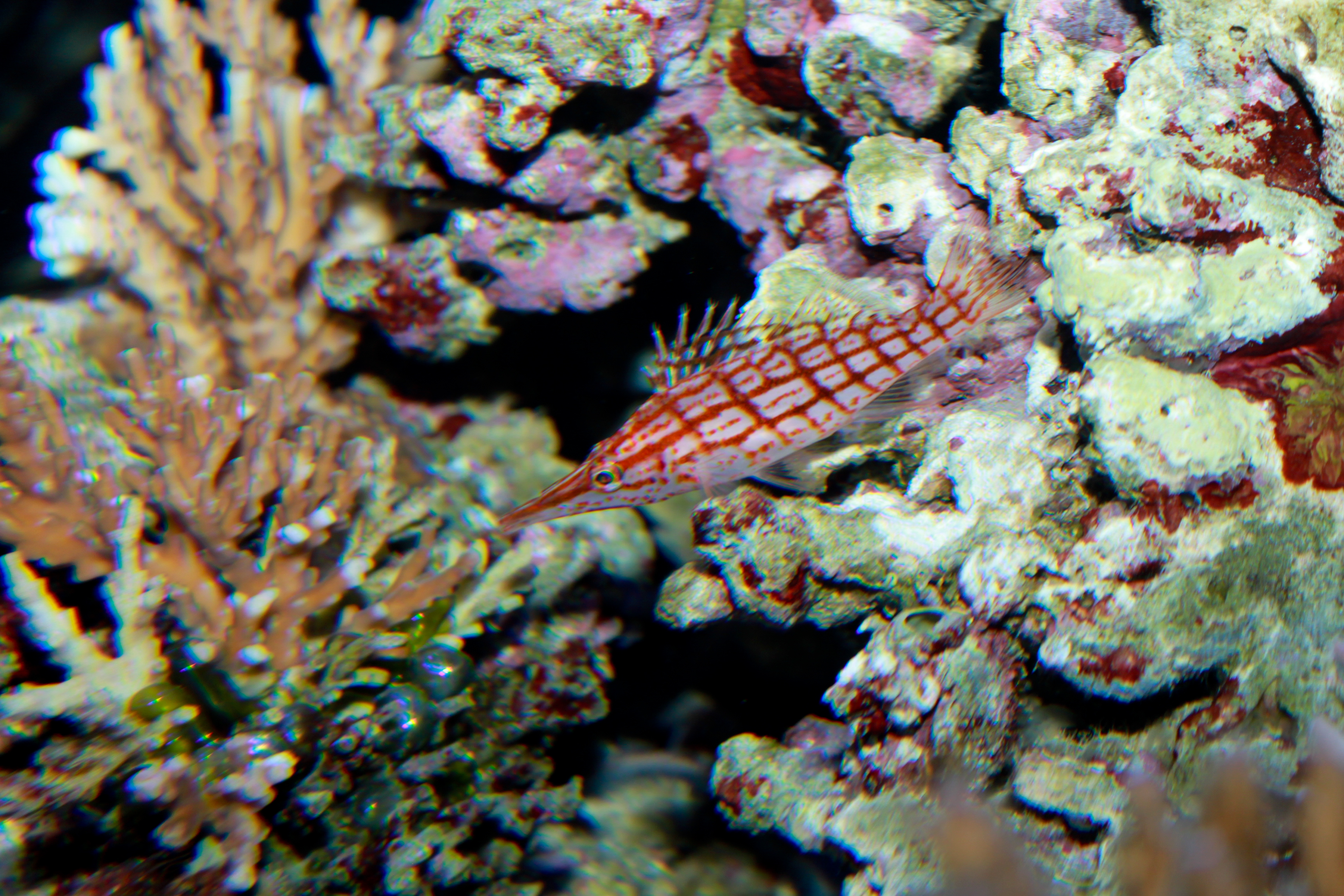
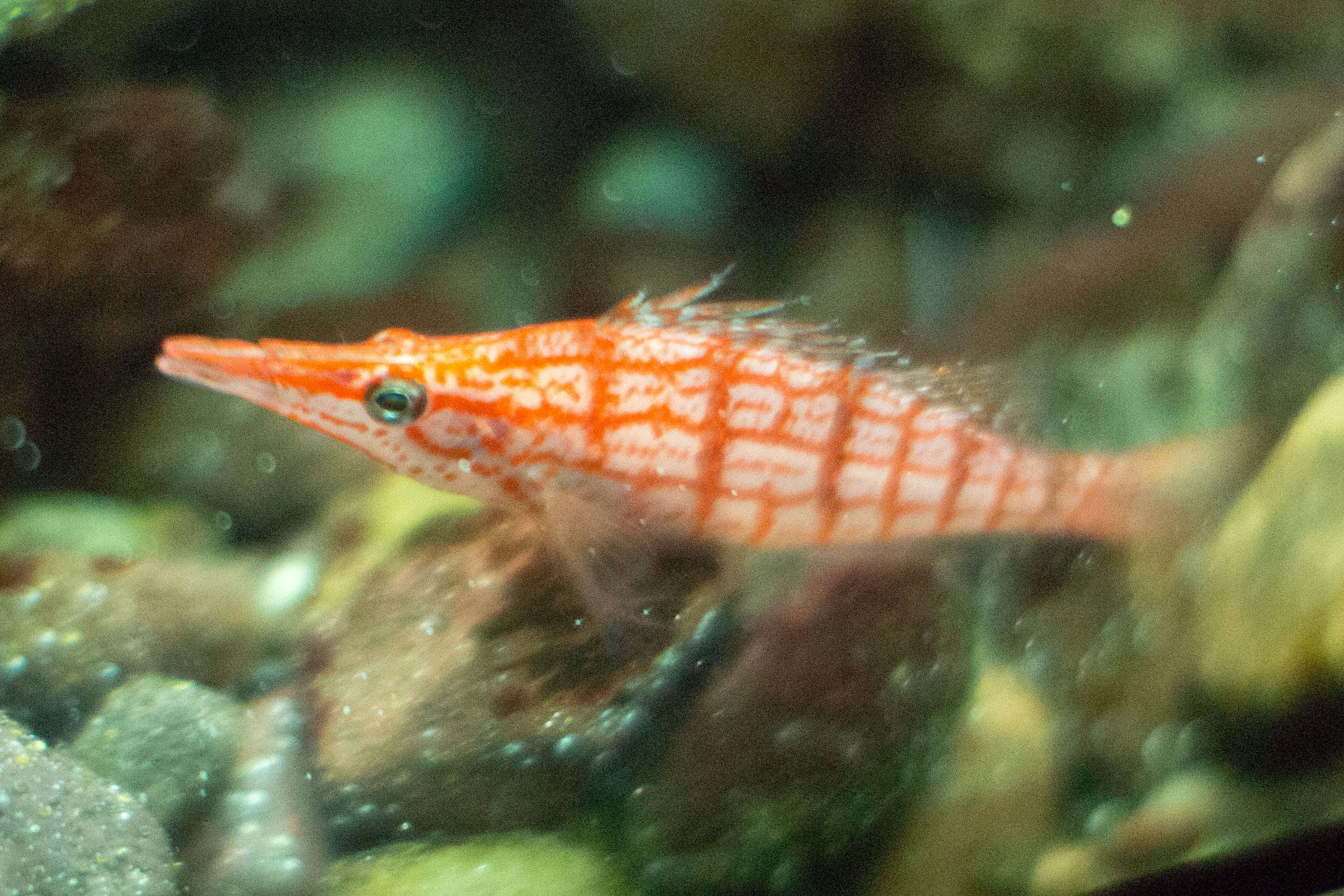
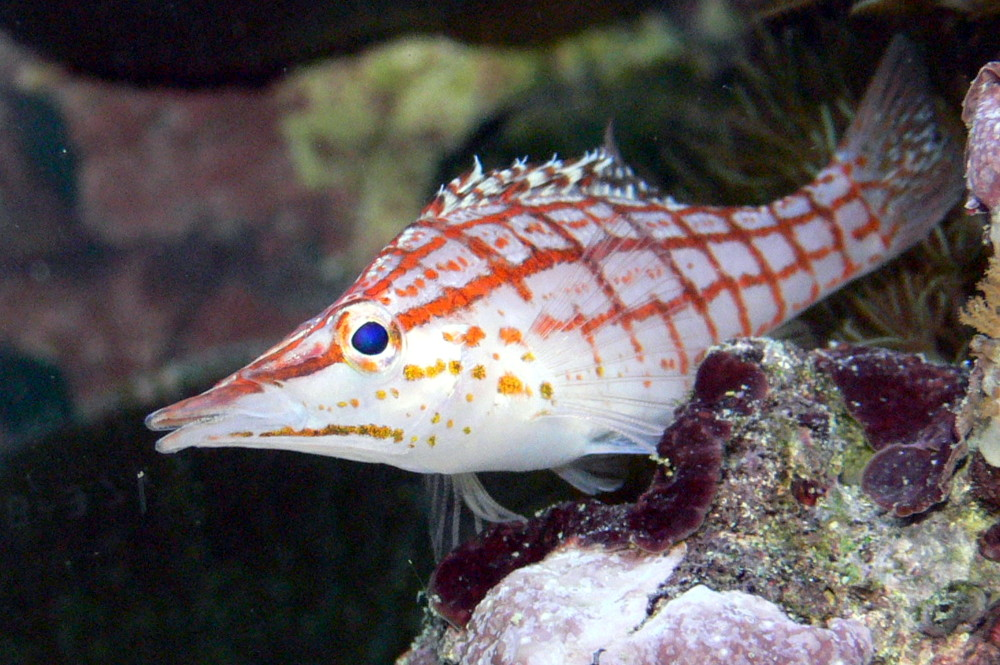
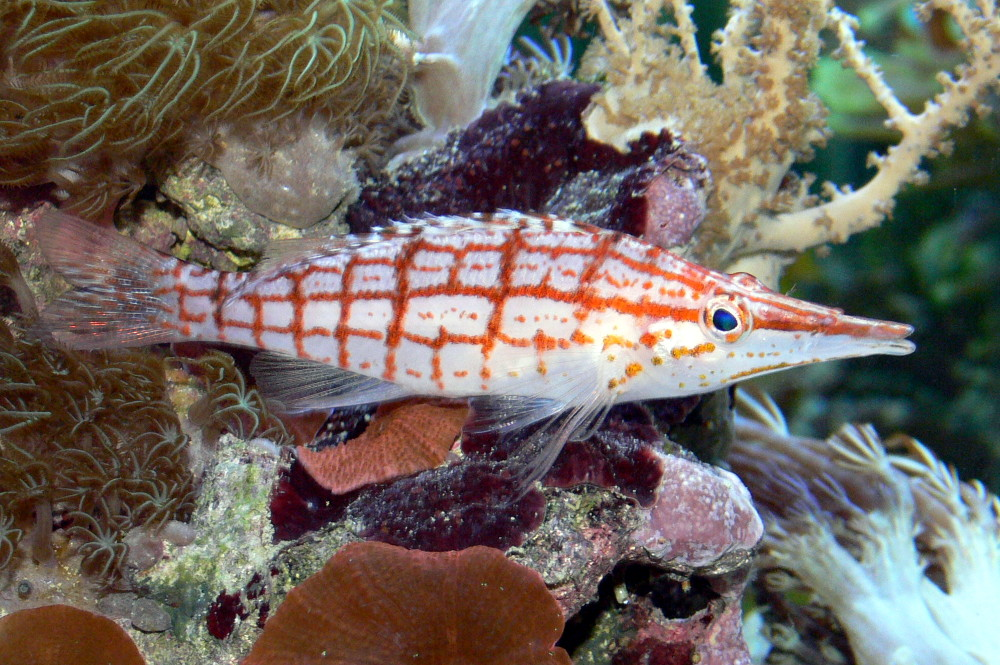